# Томоко Сузуки
Томоко Сузуки (јап. 鈴木 智子; 26. јануар 1982) бивша је јапанска фудбалерка.

## Репрезентација
За репрезентацију Јапана дебитовала је 2003. године. За тај тим одиграла је 3 утакмице и постигла је 2 гола.

## Статистика
| Јапан  | Јапан | Јапан |
| Год.   | Ута.  | Гол.  |
| ------ | ----- | ----- |
| 2003   | 2     | 2     |
| 2004   | 0     | 0     |
| 2005   | 1     | 0     |
| Укупно | 3     | 2     |